# Tim Considine
Timothy Daniel Considine, plus connu sous le pseudonyme de Tim Considine, né le 31 décembre 1940 à Los Angeles en Californie et mort le 3 mars 2022 dans la même ville, est un acteur, scénariste et réalisateur américain.
Après la fin de sa carrière d'acteur Tim Considine est journaliste, photographe sportif et historien des courses automobiles. Il a écrit plusieurs livres.

## Biographie

### Jeunesse
Timothy Daniel Considine est né le 31 décembre 1940 à Los Angeles en Californie aux États-Unis.

## Filmographie

### Comme acteur
- 1953 : Le Clown (The Clown) de Robert Z. Leonard : Dink Delwyn
- 1954 : La Tour des ambitieux (Executive Suite) de Robert Wise : Mike Walling
- 1954 : Les Fils de Mademoiselle (Her Twelve Men) de Robert Z. Leonard : Richard Y. Oliver, Jr.
- 1954 : Rintintin épisode Forêt en flamme : Sydney
- 1955 : Spin and Marty: The Movie : Spin Evans
- 1955 : The Adventures of Spin and Marty (série télévisée) : Spin Evans
- 1955 : Prisons sans chaînes (Unchained) de Hall Bartlett : Win Davitt
- 1955 : La Guerre privée du major Benson (The Private War of Major Benson) de Jerry Hopper : Cadet Sgt. Hibler
- 1956 : The Hardy Boys (série télévisée) : Franck Hardy, Walt Disney.
- 1957 : The Further Adventures of Spin and Marty (série télévisée) : Spin Evans
- 1957 : Disneyland: The Fourth Anniversary Show (TV)
- 1958 : Walt Disney Presents: Annette (série télévisée) : Stephen (Steve) Abernathy
- 1958 : The Adventures of Spin and Marty (série télévisée) : Spin (Evans)
- 1958 : Le Retour d'André Hardy (Andy Hardy Comes Home) d'Howard W. Koch : Telegram boy
- 1959 : Quelle vie de chien ! (The Shaggy Dog) de Charles Barton : Buzz Miller
- 1960 : Sunrise at Campobello de Vincent J. Donehue : James Roosevelt
- 1970 : Patton de Franklin J. Schaffner : Soldier who gets slapped
- 1973 : The Daring Dobermans (en) de Byron Ross Chudnow
- 2000 : D'étranges voisins (en) (The New Adventures of Spin and Marty: Suspect Behavior) (TV) : Original Spin
- 2003 : Monster Makers (TV) : Vermin

### Comme scénariste
- 1970 : Tarzan et le Silence de mort (en) (Tarzan's Deadly Silence) de Robert L. Friend

### Comme réalisateur
- 1960 : Mes trois fils (My Three Sons) (série télévisée).